# Kirchhausen

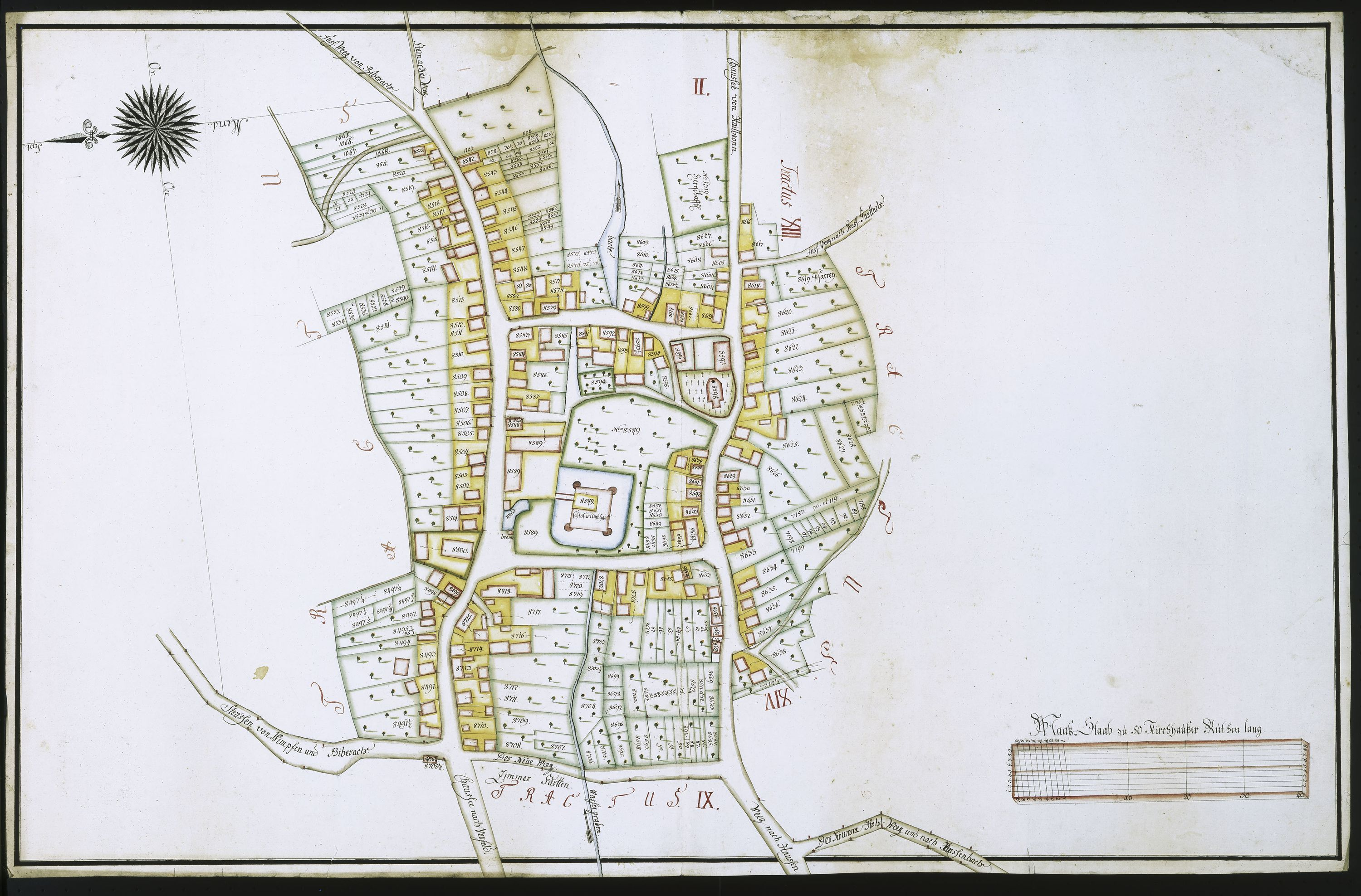
Geosteter Ortsgrundriss von Kirchhausen 1791

Kirchhausen ist ein Stadtteil von Heilbronn in Baden-Württemberg und liegt im Nordwesten der Stadt, rund zwölf Kilometer Luftlinie vom Stadtzentrum entfernt.

## Boden
Die Gäulandschaften, in denen Kirchhausen liegt, sind geprägt von sanften Hügeln, fruchtbaren Böden und einer reichen Vegetation. Die Parabraunerden aus Lössablagerungen bilden die Grundlage der Bodenlandschaft.

## Geschichte
Kirchhausen wurde erstmals in Urkunden des Klosters Weißenburg erwähnt, in denen von im 10. Jahrhundert verwüsteten Klostergütern die Rede ist. Kirchhausen wird dabei gemeinsam mit dem Ort Ascheim genannt. An beiden Orten wurden, vermutlich während der Ungarneinfälle im Jahr 926, insgesamt 20 Häuser und die Kirche verwüstet. Bei der verwüsteten Kirche handelt es sich wohl um den Vorläuferbau der heutigen Kirche St. Alban.
Der wohl ursprünglich im Zuge der merowingischen Besiedlung gegründete Ort kam über die Vaihinger Nebenlinie der Grafen von Calw im 14. Jahrhundert an Württemberg. Graf Eberhard II. gab in der Mitte des 14. Jahrhunderts je eine Hälfte der Burg und einen Teil des Dorfes als Lehen an Bernger und Gerhart von Kirchhausen. Schon wenig später kamen diese Güter an die Herren von Talheim sowie an die Wimpfener Patriziatsfamilie Otter. Weiteren umfangreichen Besitz am Ort sowie das Kirchenpatronat hatte das Kloster Adelberg im frühen 14. Jahrhundert von den Herren von Magenheim erworben. Darüber hinaus besaß das Stift Wimpfen zwei Erblehenshöfe im Ort. Der Adelheimer Besitz kam 1391 an die Herren von Helmstatt, die mit den Talheimern verschwägert waren. Der Otter'sche Besitz kam 1421 an Hans von Stein.
Ab 1404 erwarb der Deutsche Orden sukzessive Besitz in Kirchhausen. Bis 1435 hatte der Orden auch beide Burghälften in seinem Besitz. Die Deutschordensballei Franken errichtete ein Amt in Kirchhausen und übte die Ortsherrschaft und das Patronatsrecht aus. Während der Reformation blieb der Ort daher katholisch. Im 16. Jahrhundert erhielt der Ort durch eine Erweiterung nach Osten (Bereich Deutschritterstraße) und durch den Neubau des Deutschordensschloss Kirchhausen von 1570 bis 1576 die bis heute die Ortsmitte prägende Struktur.
Der Dreißigjährige Krieg brachte wie überall im Umland große Not, die Zahl von 82 Hofstätten im späten 16. Jahrhundert verringerte sich bis 1681 auf 46 Häuser. Erst in der Mitte des 18. Jahrhunderts erreichte der Ort wieder die Größe wie vor dem Dreißigjährigen Krieg. Das Deutschordensamt Kirchhausen, zu dem ab 1681 auch der Nachbarort Biberach zählte, war der zweitwichtigste Getreidelieferant für die Deutschordensballei in Gundelsheim.
Johann Wolfgang von Goethe fuhr am 27. August 1797 durch Kirchhausen und notierte: „Kirchhausen liegt zwischen anmuthigen Garten und Baumanlagen; dahinter ist eine schöne Aussicht nach den Gebirgen des Neckars; man kommt durch ein artiges Wäldchen und durch eine Pappelallee bis Frankenbach.“
Bei der Mediatisierung des Deutschen Ordens im Jahre 1805 wurde Kirchhausen württembergisch. 1807 wurde Kirchhausen Sitz eines Oberamts, das jedoch schon 1808 aufgelöst und dem Oberamt Heilbronn zugeschlagen wurde. Wegen einer 1814 errichteten Unteramtsarztstelle und dem 1826 eröffneten Notariat behielt der Ort eine gewisse Bedeutung als Mittelzentrum.
1833 erwarb die Gemeinde das Schloss und nutzte es künftig als Amtsgebäude. Die bedeutendste bauliche Veränderung im Ort zu jener Zeit war der von 1841 bis 1844 durchgeführte Neubau der Albanskirche. Der Ort blieb bis weit ins 20. Jahrhundert hinein nahezu rein landwirtschaftlich geprägt. Vorrangig wurden Brot- und Futterfrüchte sowie Kartoffeln angebaut. 1901 wurden 1287 Einwohner gezählt.
Ein bedeutendes Wachstum erfuhr Kirchhausen vor allem nach dem Zweiten Weltkrieg durch den Zuzug von Flüchtlingen und Heimatvertriebenen, die 1950 rund 20 % der Bevölkerung ausmachten. Um den Bedarf an Wohnraum decken zu können, entstanden verschiedene Neubaugebiete, während im Ortskern die Altbebauung zumeist unsaniert erhalten blieb.
Am 1. Juli 1972 erfolgte die Eingemeindung nach Heilbronn. Zu diesem Zeitpunkt hatte Kirchhausen knapp 3000 Einwohner und eine Gemarkungsfläche von 1148 Hektar, von denen 97 % als Wirtschaftsflächen ausgewiesen waren. Zur Zeit der Eingemeindung waren die beiden großen Gewerbegebiete des Ortes, Mühlberg und Härkersäcker gerade im Entstehen begriffen. 1979 wurde Kirchhausen gemeinsam mit ebenfalls kurz zuvor eingemeindeten Nachbarort Biberach in das Streckennetz der städtischen Heilbronner Verkehrsbetriebe aufgenommen.
Nachdem der Anteil der Landwirtschaft stetig zurückging, wurden gegen Ende des 20. Jahrhunderts im Ortskern zahlreiche Altbauten abgerissen, darunter vor allem ehemalige landwirtschaftliche Nutzgebäude.

### Einwohnerentwicklung
- 1901: 1.287
- 1939: 1.528
- 1945: 1.608
- 1961: 2,091
- 1970: 2.636
- 1972: 2.949
- 1990: 2.900
- 1997: 3.546
- 2005: 3.900
- 2009: 3.729
- 2013: 3.735
- 2015: 3.809
- 2018: 3.901
- 2020: 3.967[8]

## Religion
Aufgrund der einstigen Zugehörigkeit zum Deutschen Orden und auch aufgrund des Zuzugs von überwiegend katholischen Flüchtlingen aus den Ostgebieten nach dem Zweiten Weltkrieg waren rund 60 % der Bevölkerung katholisch. Mit Stand Ende 2020 waren von den Einwohnern 28 % evangelisch, 36 % katholisch und auch 36 % waren konfessionslos oder gehörten einer anderen Glaubensgemeinschaft an. Der Anteil der Katholiken ist demnach im beobachteten Zeitraum gesunken.
Die katholische Kirchengemeinde erbaute 1980 das Adolph-Kolping-Gemeindezentrum und renovierte die Albanskirche. Die evangelische Kirchengemeinde hatte 1974 noch 300 betragen, war aber inzwischen aus 1000 angewachsen. Sie erbaute von 1985 bis 1986 die Dietrich-Bonhoeffer-Kirche an der Poststraße, die am 21. September 1986 eingeweiht wurde.
Eine syrisch-orthodoxe Gemeinde hat sich ebenfalls angesiedelt, die seit 1992 nach einer eigenen Kirche mit Gemeindezentrum strebt. Dazu wurde zuerst das ehemalige Katholische Vereinshaus in der Deutschritterstraße von der syrisch-orthodoxen Gemeinde erworben. Aufgrund von Problemen mit der Nutzungsgenehmigung erwarb die Gemeinde das WLZ-Raiffeisen-Lagerhaus im Ort. Sie waren solange auch Gäste in den beiden Schwesternkirchen – der St. Albanskirche und der Evangelischen Dietrich-Bonhoeffer-Kirche. Seit 2000 hat die Gemeinde eine eigene Kirche, die Jakob von Nisibis geweiht ist.
Juden sind in Kirchhausen bereits seit 1598 nachgewiesen, allerdings lebten zeitweise nur einzelne Familien meist als Schutzjuden des Deutschen Ordens in Kirchhausen, so dass sich keine eigenständige Gemeinde bildete. Der letzte Jude in Kirchhausen verstarb 1733, danach sind keine weiteren Ansiedlungen von Juden bekannt.

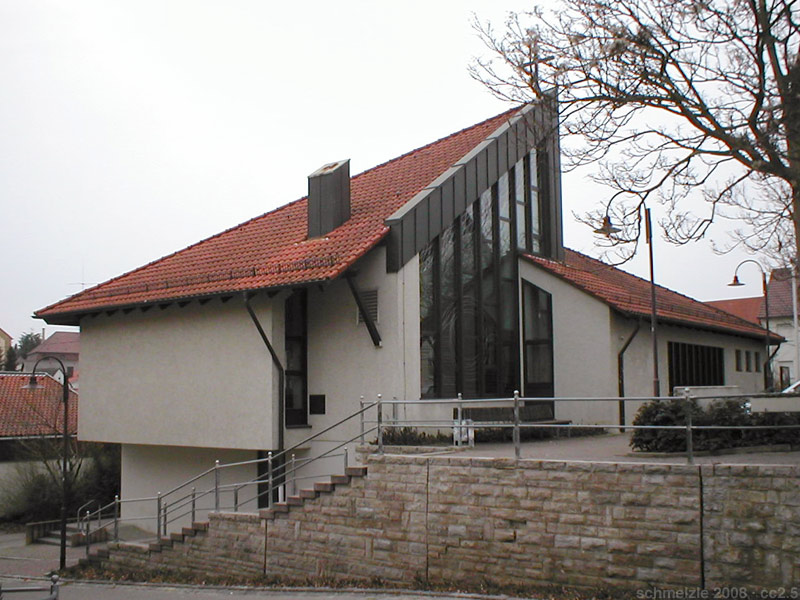
Evangelische Dietrich-Bonhoeffer-Kirche (erbaut 1985)
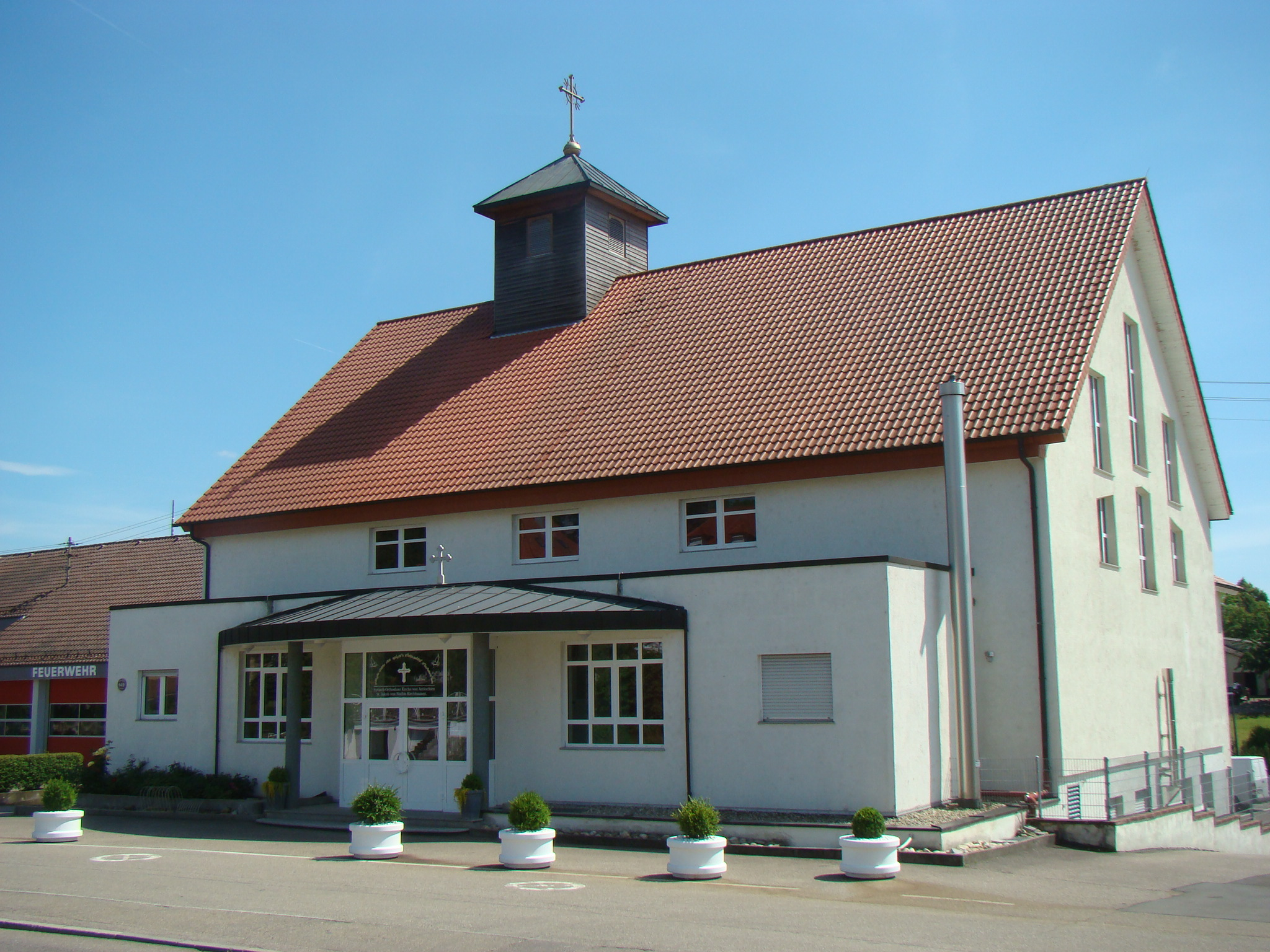
Syrisch-orthodoxe Kirche St. Jakob von Nisibis (erbaut 2000)
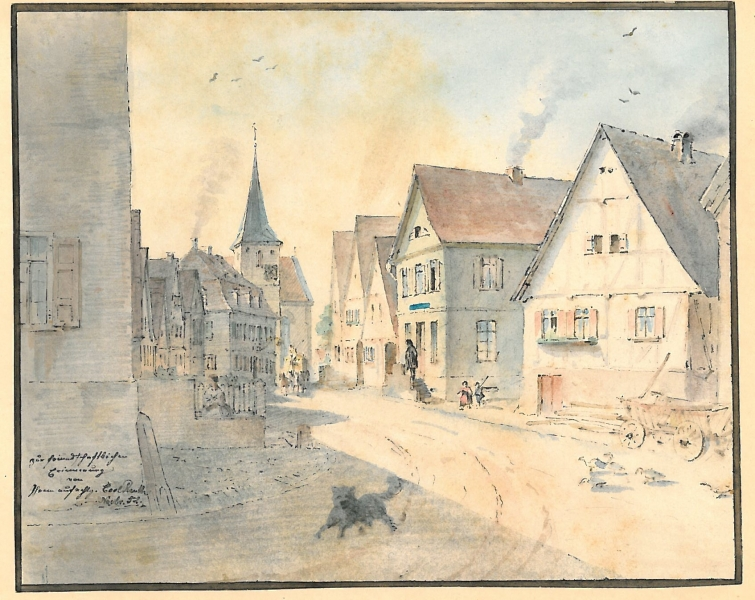
Ansicht auf St. Alban-Kirche

## Politik

### Wappen
Das Wappen von Kirchhausen zeigt auf Silber eine blaue Pflugschar unter einem schwarzen Deutschordenskreuz, flankiert von zwei Pflugmessern. Die ältesten Darstellungen des Wappens (noch ohne Deutschordenskreuz) sind in der Pfarrkirche auf einem Stein von 1731 sowie auf der Glocke von 1749 belegt. Pflugschar und Pflugmesser deuten auf Landwirtschaft hin. Das Deutschordenskreuz ist auf Dienstsiegeln erst ab 1903 und auf dem Wappen erst bei der Festlegung durch die Archivdirektion im Jahr 1919 belegt. Es weist auf die Zugehörigkeit zum Deutschen Orden bis 1805 hin. Auf einem Stein beim Deutschordensschloss sind beide Wappenversionen dargestellt.

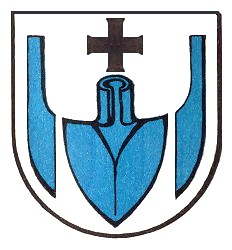
Wappen von Kirchhausen
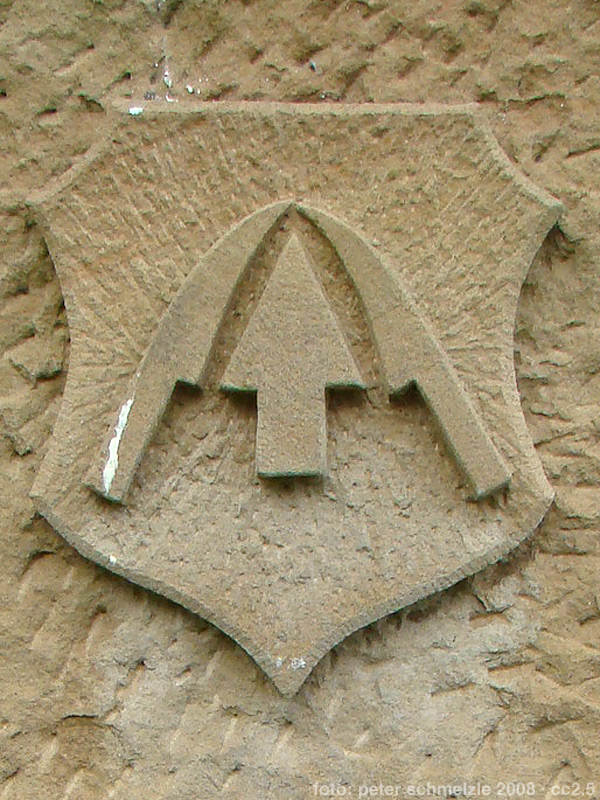
Älteres Wappen
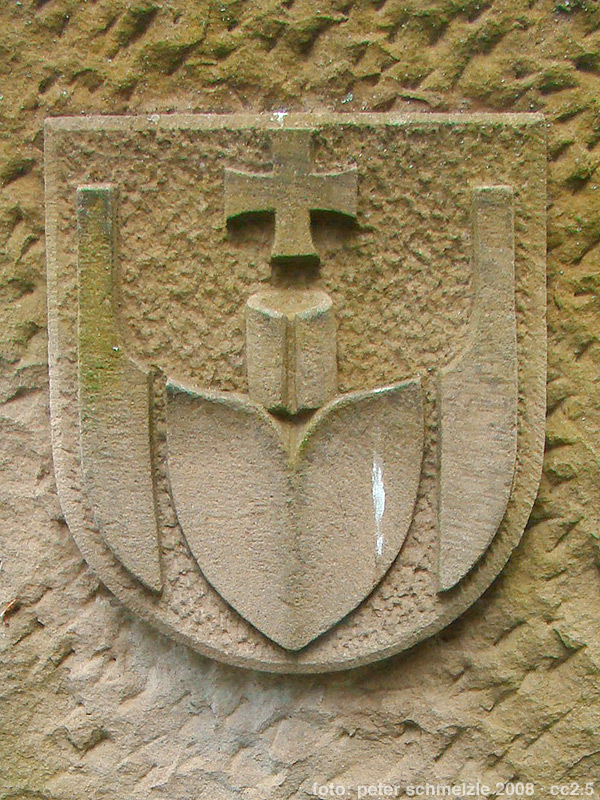
Heutiges Wappen

## Kultur und Sehenswürdigkeiten

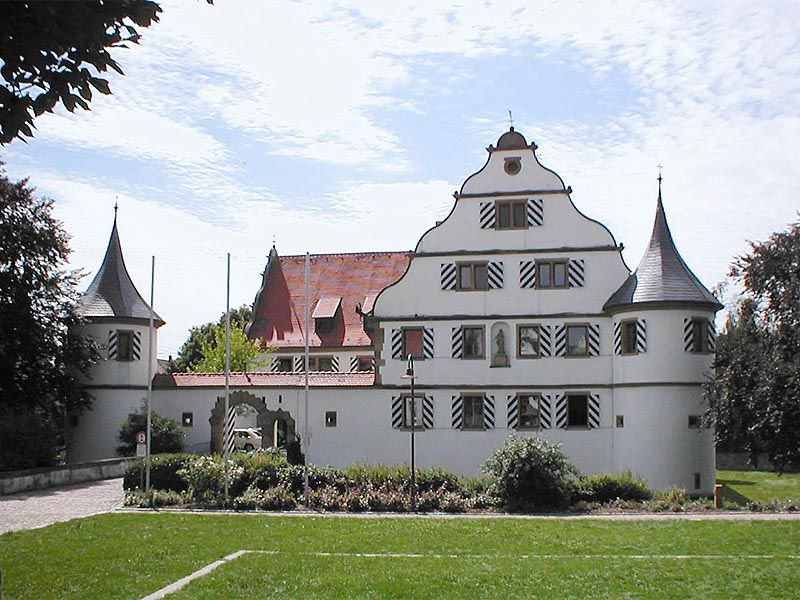
Deutschordensschloss

### Denkmäler
- Das Deutschordensschloss (erbaut 1572 bis 1576) ist ein ehemaliges Wasserschloss des Deutschen Ordens.
- Beim Schloss befinden sich die historische Zehntscheune und der Schlossbrunnen, der von Karl-Henning Seemann 1994/95 entworfen wurde.
- An den Deutschen Orden erinnert außerdem der Amtmannshof des Deutschordens-Amtmanns Hans Hofman von 1628 mit schmuckvollem Inschriftenstein in der nahen Deutschritterstraße.

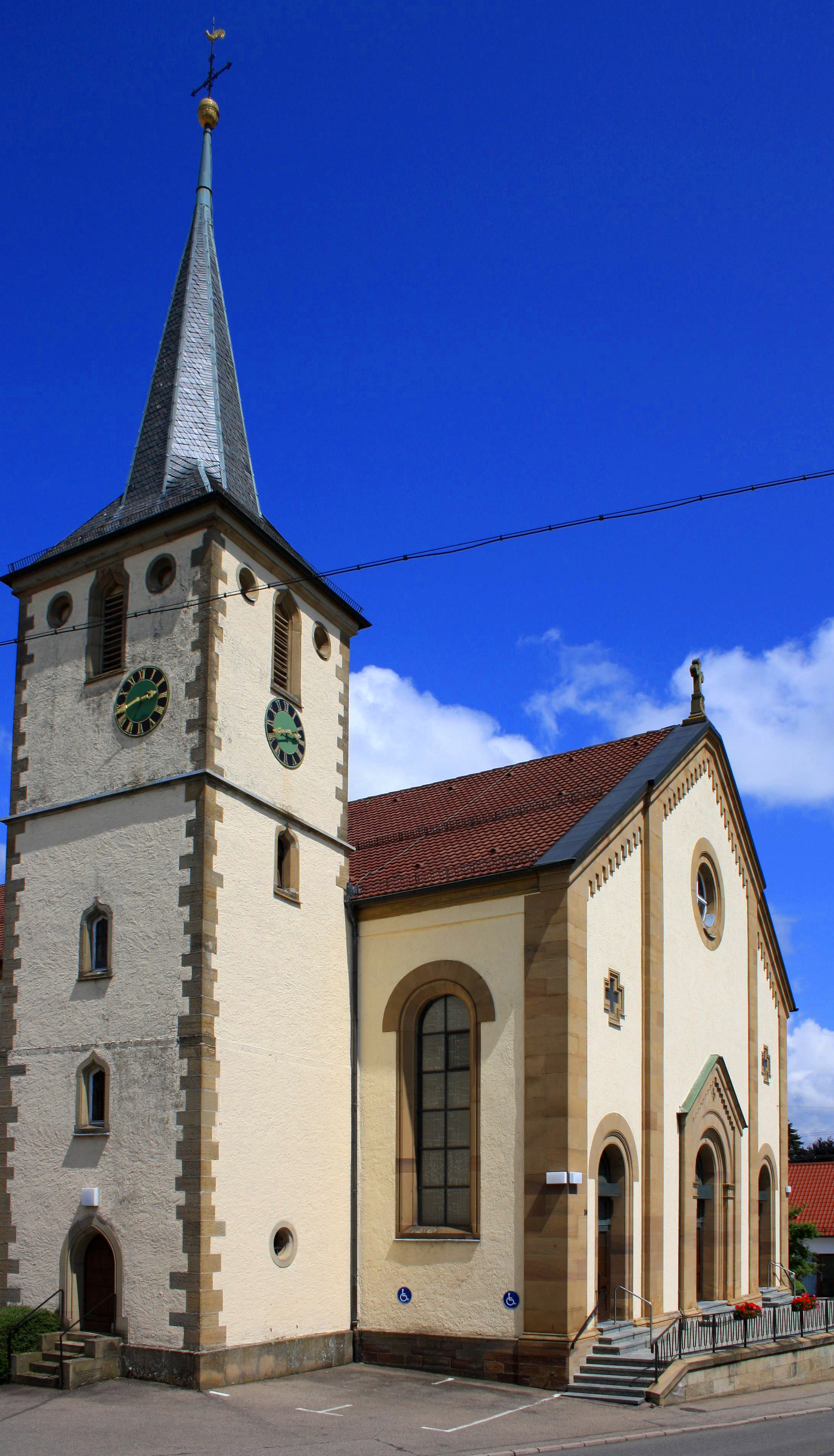
Kirche St. Alban

- Die katholische Albanskirche geht auf eine im 15. Jahrhundert erwähnte Kapelle zurück. Der Turm der Kirche stammt von 1579, der Rest des Gebäudes wurde von 1841 bis 1846 nach Plänen von Gottlob Georg Barth von Grund auf erneuert.
- Die Dreifaltigkeitskapelle wurde 1718 südöstlich außerhalb des Ortes errichtet.
- In und um Kirchhausen befinden sich weitere religiöse Standbilder, neben verschiedenen Bildstöcken und Wegkreuzen auch die Nepomukstatue in der Poststraße.
- In Kirchhausen befinden sich einige historische Gebäude, die aufgrund ihrer kulturgeschichtlichen Bedeutung inzwischen unter Denkmalschutz gestellt wurden. Dazu zählen die bereits im 16. Jahrhundert bezeugte Alte Mühle sowie denkmalgeschützte historische Anwesen wie das Gehöft Schlossstraße 92, das Handwerkerhaus Schlossstraße 47, das Handwerkerhaus Deutschritterstraße 9 und das Wohnstallhaus.
- Auf der Markung von Kirchhausen befinden sich der uralte Baum Annalinde und das St. Annakreuz, neben denen seit 2012 eine Annakapelle steht.

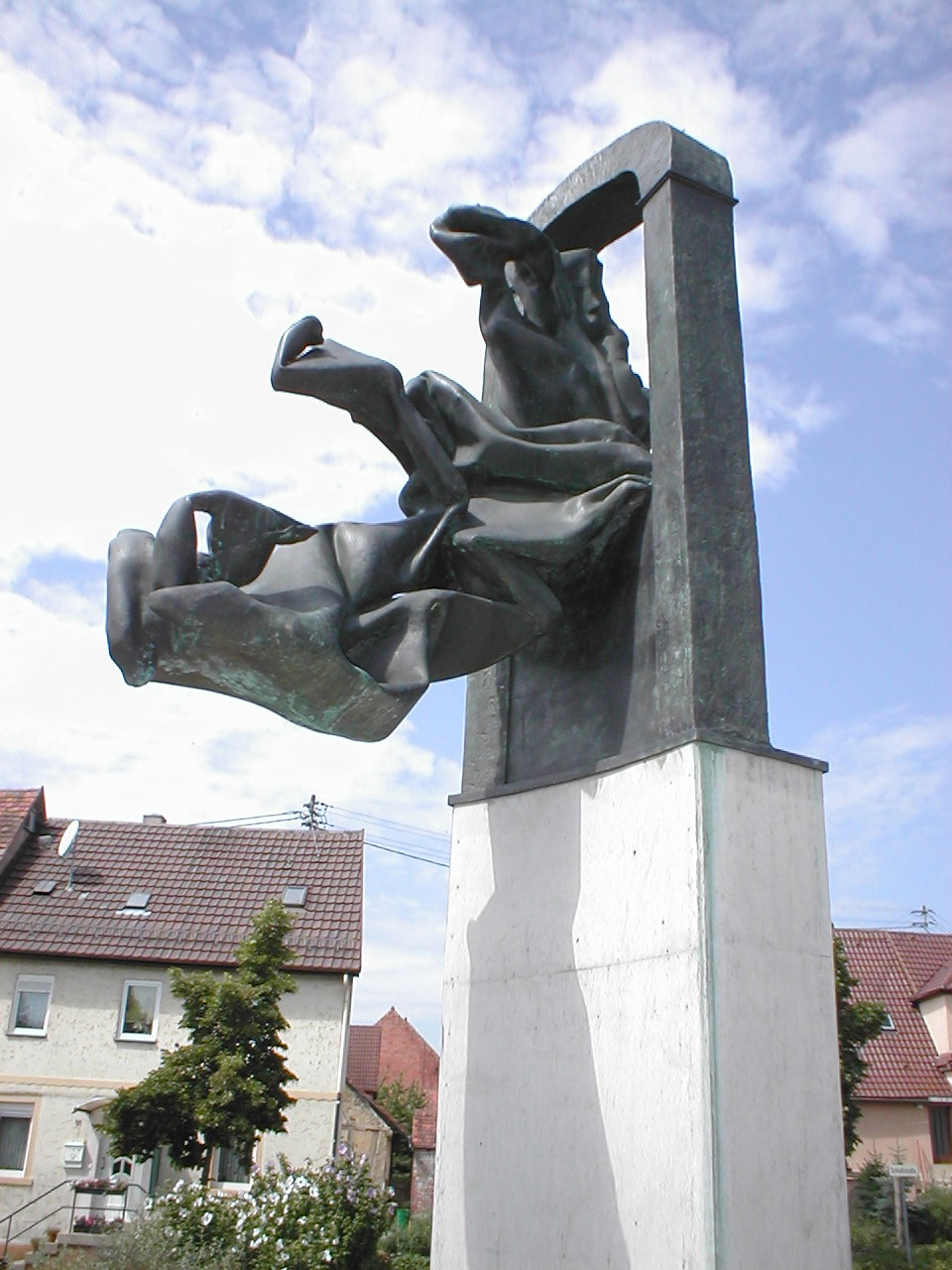
Schlossbrunnen
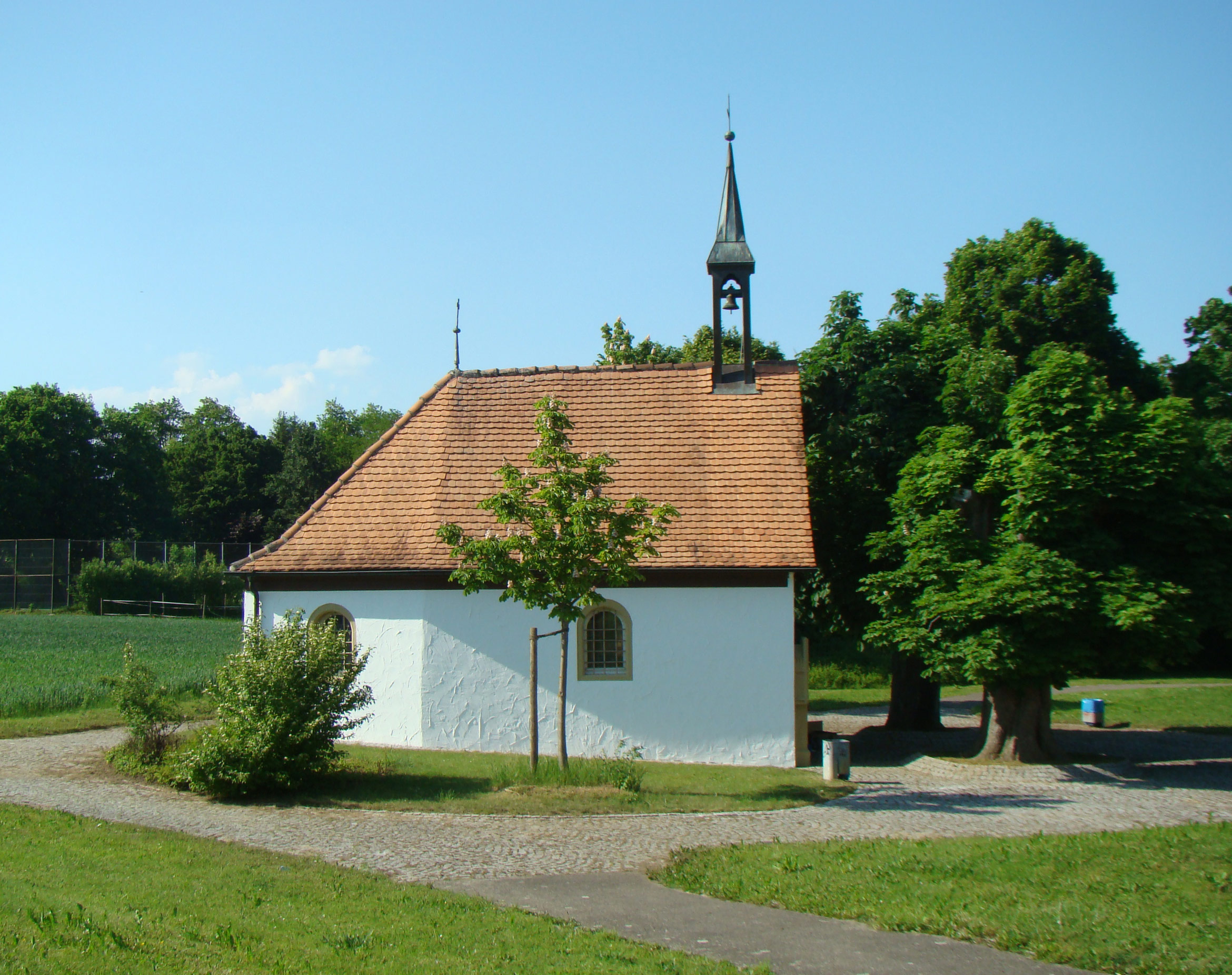
Dreifaltigkeitskapelle
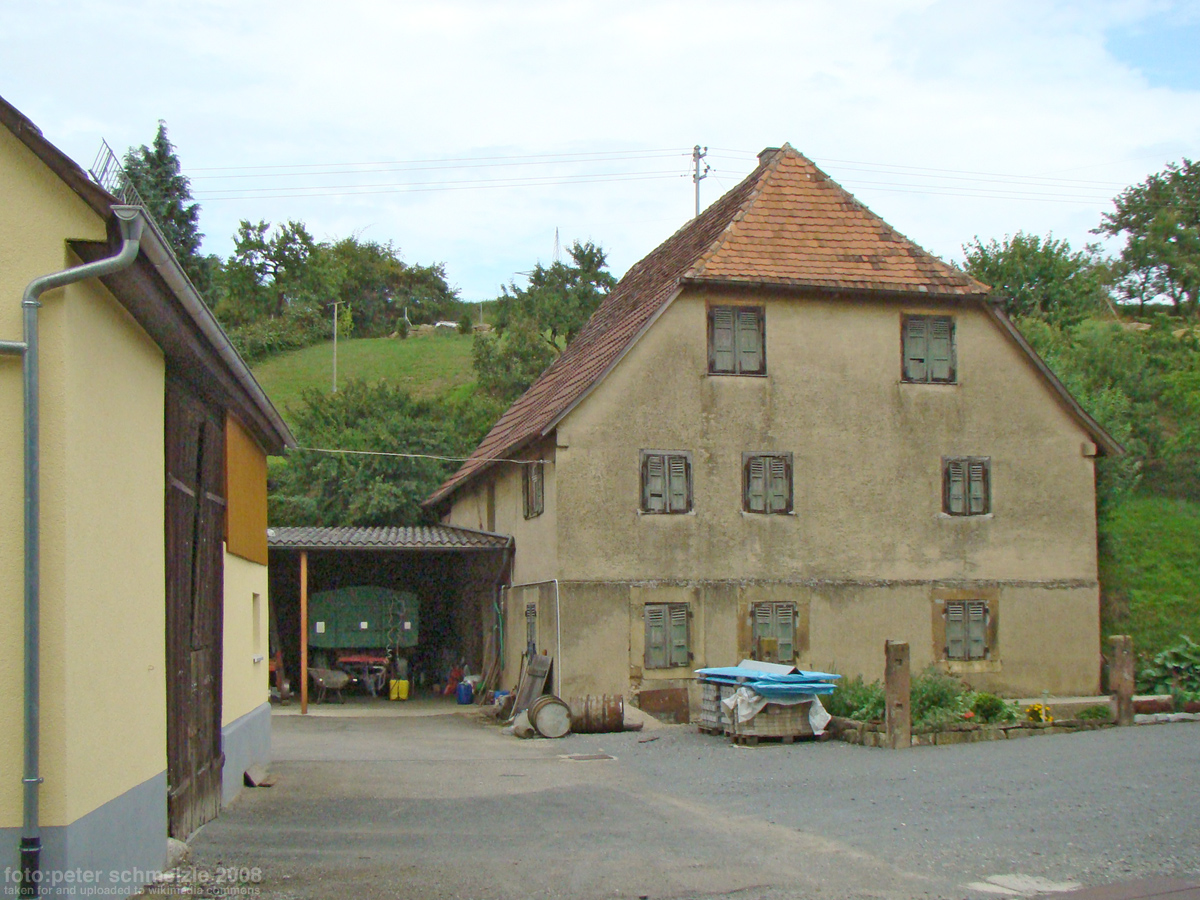
Alte Mühle

### Regelmäßige Veranstaltungen
- Seit 1976 (ab 1977 im Zwei-Jahres-Rhythmus) veranstaltet das Ortskartell zusammen mit den Vereinen das so genannte „Schlossfest“.
- Öffentliches Freibad (getragen durch die Stadtwerke Heilbronn und einen Förderverein)

### Vereine
Kirchhausen hat mehrere Vereine:
Der FC Kirchhausen e. V. ist der größte Verein in Kirchhausen mit über 1000 Mitgliedern. Er bietet ein breites Angebot an Sportarten an, wie Fußball, Turnen, Tischtennis, Seiko und Volleyball. Der Verein verfügt über eine Sportanlage mit einem Kunstrasenplatz, einer Sporthalle und Tischtennisplatten.
Der Musikverein Kirchhausen e. V. wurde 1924 gegründet und hat rund 200 Mitglieder. Er besteht aus einem Blasorchester, einem Jugendorchester, einem Schülerorchester und einer Guggenmusikgruppe und pflegt auch eine enge Freundschaft mit dem Musikverein aus der französischen Partnerstadt Saint-Étienne-du-Rouvray.
Der Heimatverein Kirchhausen e. V. setzt sich für die Bewahrung und Förderung des kulturellen Erbes von Kirchhausen ein. Er wurde 1983 gegründet und hat etwa 150 Mitglieder. Der Verein betreibt das Heimatmuseum im alten Rathaus, das eine Sammlung von historischen Gegenständen, Fotos und Dokumenten ausstellt. Der Heimatverein veranstaltet auch regelmäßig Vorträge, Führungen und Exkursionen zu verschiedenen Themen der Heimatgeschichte.

## Verkehr
Die Bundesstraße 39 verläuft durch den Ort und verbindet Kirchhausen mit Fürfeld und Frankenbach. Als die Bundesautobahn 6 (Teilstück Heilbronn–Mannheim), die durch den nördlichen Teil der Kirchhausener Gemarkung verläuft, Ende der 1960er Jahre fertiggestellt war, hat dies zunächst eine Entlastung der Ortsdurchfahrt bewirkt. Der zunehmende Umleitungs- und Ausweichverkehr führte später jedoch zu immer stärkerer Verkehrsbelastung im Ort. Im Spätsommer 2017 wurde im ganzen Ort eine Geschwindigkeitsbegrenzung auf 30 km/h angeordnet. Als jüngste Verkehrsberuhigungsmaßnahme gilt seit Sommer 2020 die Markierung mit Radschutzstreifen entlang der B 39 und der Bau des Kreisels.
Der Busverkehr in Kirchhausen wird von den Stadtwerken Heilbronn betrieben.
| Linie | Strecke                                                                                       | Takt            | Art                 |
| ----- | --------------------------------------------------------------------------------------------- | --------------- | ------------------- |
| 61    | Kirchhausen – Heilbronn – Flein                                                               | Halbstundentakt | Solo- und Gelenkbus |
| 31    | Kirchhausen – Biberach – Heilbronn – Hoover Siedlung                                          | Zweistundentakt | Solobus             |
| 670   | Massenbachhausen – Kirchhausen – Biberach – Böllinger Höfe – Frankenbach – Klinikum Heilbronn | Stundentakt     | Midibus             |

Von Kirchhausen führen beschilderte Fahrradwege nach Heilbronn, Leingarten und Biberach.

## Utzname der Bevölkerung
Der Utzname der Kirchhausener lautet Gerschtahewwel. Die Herkunft des Utznamens soll auf eine Legende zurückgehen. Demnach musste in einer Hungersnot in den Jahren 1816 und 1817 das Wachstum der Ähren beschleunigt werden. Dazu wurden einzelne Gerstenhalme mit langen Stangen vom Ackerrand aus nach oben gehebelt. Der Utzname bildete den Leitspruch für das 18. Schloßfest in Kirchhausen 2009: „Wir sind echte Gerschtahewwel und das zu 100 %“.

## Persönlichkeiten
- Antonellus Elsässer OFM (* 25. September 1930 in Kirchhausen; † 18. Juli 2014 in Dietfurt an der Altmühl), römisch-katholischer Theologe
- Johanna Lichy (* 8. Mai 1949 in Kirchhausen), Politikerin (CDU)